# Hr.Ms. Tjerk Hiddes (1942)
Hr.Ms. Tjerk Hiddes (G16) was een Nederlandse torpedobootjager, die als HMS Nonpareil was gebouwd voor de Britse N-klasse, bedoeld voor dienst in het verre oosten.
Onder Nederlandse vlag voegde Hr.Ms. Tjerk Hiddes zich in juli 1942 bij een escorte van een militair konvooi naar de Indische Oceaan. Tijdens de reis, op 5 augustus, werd het konvooi uitgebreid met acht schepen met uitrusting voor het 8e leger in Egypte. Op 20 augustus verliet Tjerk Hiddes het konvooi en vertrok naar Kilindini in Kenia om daar de Britse vloot te versterken.
In september 1942 voegde Tjerk Hiddes zich bij de vloot die was toegewezen om de landingen te ondersteunen voor de Slag om Madagaskar tegen het Vichy-Franse bewind. Twee Nederlandse torpedobootjagers, Tjerk Hiddes en het zusterschip Van Galen werden ingezet ter ondersteuning van vliegdekschip HMS Illustrious.
Op 26 en 27 september keerde Tjerk Hiddes terug naar Kilindini voor konvooi-escorte in de Indische Oceaan. De escorttaken gingen door tot oktober toen ze werd ingezet voor konvooiverdediging tussen Sydney en Fremantle.
Op verzoek van de United States Navy werden Hr.Ms. Tjerk Hiddes en Hr.Ms. Van Galen toegevoegd aan de US 7th Fleet, gestationeerd in Fremantle, West-Australië. Beide destroyers (torpedobootjagers), vergezeld door de kruiser Hr.Ms. Jacob van Heemskerck, vertrokken uit Kilindini naar Fremantle, waar ze op 25 oktober 1942 aankwamen.

## Timor missie
In december 1942 deed Hr.Ms. Tjerk Hiddes dienst bij een expeditie naar het eiland Timor om geallieerde troepen die na de na de Slag om Timor in vijandelijk gebied waren gestrand te evacueren. 
Toen Timor zich overgaf aan Japan, waren Australische en Nederlandse troepen afgesneden in de bergachtige jungle en begonnen een guerrillaoorlog tegen de Japanse strijdkrachten. Er werd contact gemaakt met Darwin om een evacuatie op te zetten, maar verschillende pogingen hiertoe mislukten toen HMAS Voyager vastliep bij Betano Bay en door Japanse bommenwerpers onherstelbaar beschadigd werd; HMAS Armidale werd ontdekt en door Japanse torpedo bommenwerpers tot zinken gebracht.
Ook de Tjerk Hiddes werd voor de Timor missie aangevallen door een squadron Japanse bommenwerpers vanaf bases op Timor. Commandant Ltz-1 W.J. Kruys manoeuvreerde het schip met succes om de bommen te ontwijken. Hij zag zich echter gedwongen om tijdens de aanval de anti-submarine dieptebommen overboord te zetten om te voorkomen dat een Japanse voltreffer op de achtersteven een explosie van de dieptebommen zou veroorzaken.
Op 4, 11 en 15 december maakte de Tjerk Hiddes drie nachtelijke tochten vanuit Darwin naar Timor. Meer dan duizend KNIL troepen, Australische strijdkrachten (Sparrow Force),  en burgers werden geëvacueerd naar Darwin in Australië.
Commandant Kruys ontving van president Franklin Roosevelt het Legioen van Verdienste. De commandant en bemanning kregen het zg. Expeditiekruis voor belangrijke krijgsverrichtingen met 'Timor 1942' gesp.

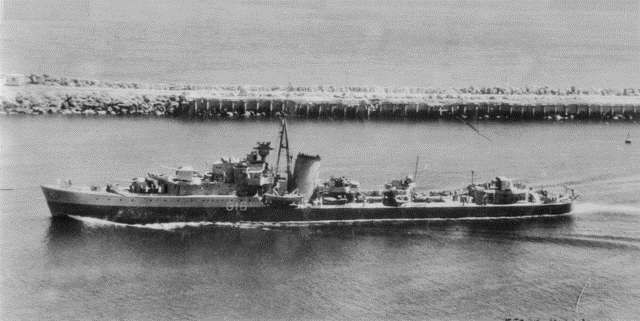
Hr.Ms. Tjerk Hiddes in de haven van Fremantle, West-Australië (1942)

## Explosie

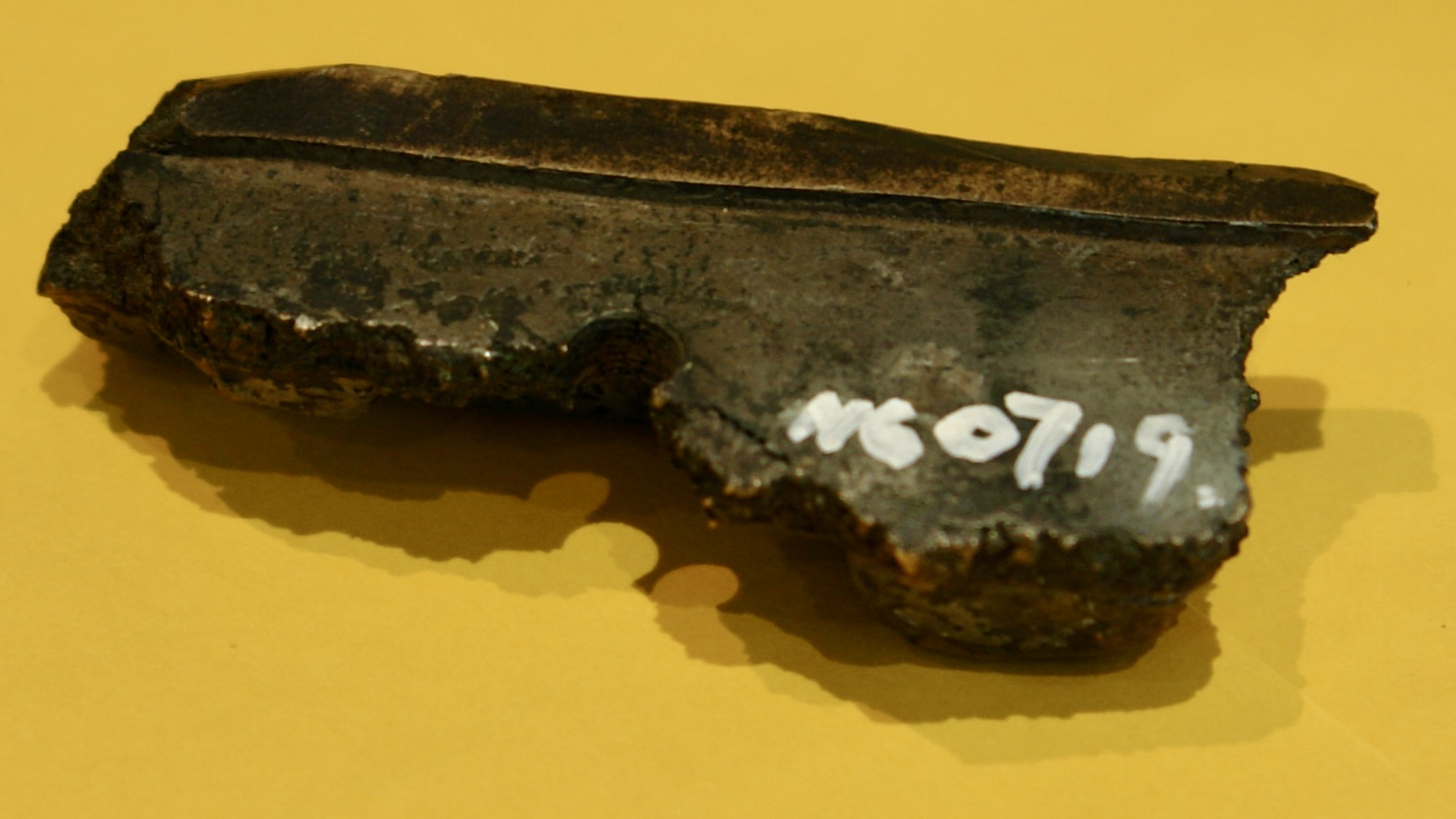
Fragment van Hr.Ms. Tjerk Hiddes t.g.v de torpedo explosie in 1943. Bron: Maritiem Museum, West-Australië

Op 19 december 1942 arriveerde het schip in Darwin en voer door naar Fremantle op kerstavond voor reparaties na in de laatste drie weken zo'n 7000 mijl te hebben gevaren. Er werd gewerkt aan de torpedo's, door het warme weer was de druk in de luchtkamers opgelopen. 
Vrijdag 8 januari 1943 explodeerde een torpedo. De kop werd naar voren geblazen, waarbij twee matrozen werden geraakt. Het achterstuk vloog naar achteren en overboord. Bovendien ontstond er een gat in het dek. Schroot lag overal. Vier Australische technici en twee bemanningsleden belandden in het ziekenhuis.

## Konvooidiensten

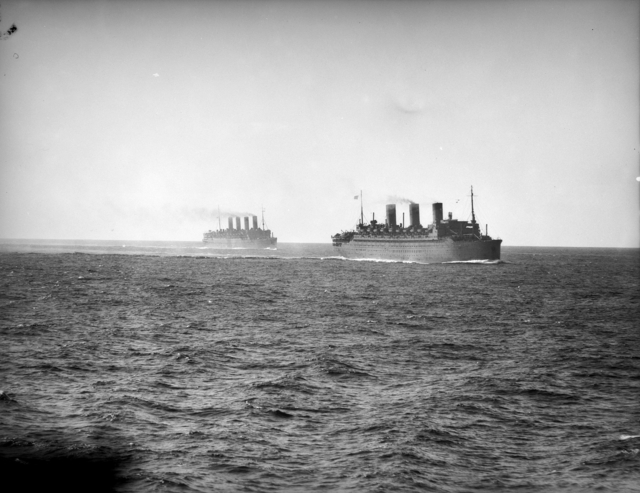
De omgebouwde oceaanstomers Aquitania (links) en Île de France reizen in konvooi tijdens 'Operatie Pamflet', beschermd door o.a. Hr.Ms. Tjerk Hiddes (1943)

In februari 1943 werd de Tjerk Hiddes samen met zusterschip Van Galen, de kruiser Hr.Ms. Tromp en de Australische kruiser HMAS Adelaide ingezet voor Operatie Pamflet, een troepenkonvooidienst tussen Fremantle en Melbourne. Dit konvooi vervoerde de Australische 9e Infanteriedivisie, teruggeroepen uit Egypte als reactie op de Japanse dreiging voor Australië.
In januari 1944 werden de Tjerk Hiddes, Van Galen en Tromp overgebracht naar de Eastern Fleet van de British Royal navy (later de East Indies Fleet genoemd). Bij aankomst in Trincomalee, Ceylon (Sri Lanka), in februari voegde Tjerk Hiddes zich bij het 7e Destroyer Flotilla voor konvooibeschermingstaken in de Indische Oceaan. 
De Tjerk Hiddes arriveerde eind 1944 in Engeland en deed van daaruit konvooidiensten. Tussendoor waren regelmatig reparatie- en dokperiodes nodig. In januari 1945 vertrok het schip naar Greenock, bij Glasgow, voor verdere reparaties tot januari 1946. Die werden samen met een modernisering afgemaakt bij Wilton-Fijenoord te Schiedam.

## Na de oorlog
Na de oorlog hervatte Tjerk Hiddes dienst bij de Koninklijke Nederlandse Marine. 
Op 9 april 1946 vertrok het schip naar Nederlands-Indië maar op de Noordzee bleek dat de stuurboordturbine wegens hevige trillingen vervangen moest worden, wat gebeurde bij Werkspoor in Amsterdam. Op 2 juni 1947 vertrok het schip naar de Oost en arriveerde te Tandjong Priok op 17 juli 1947.
Tot een van de wapenfeiten behoorde de aanhouding van het smokkelvaartuig 'Sien Hock' in de Riouwarchipel. De motortonkang was eigendom van de Sien Hock Kongsie uit Singapore.
In oktober 1949 keerde het schip weer terug in Nederland en ging opnieuw een jaar in onderhoud.

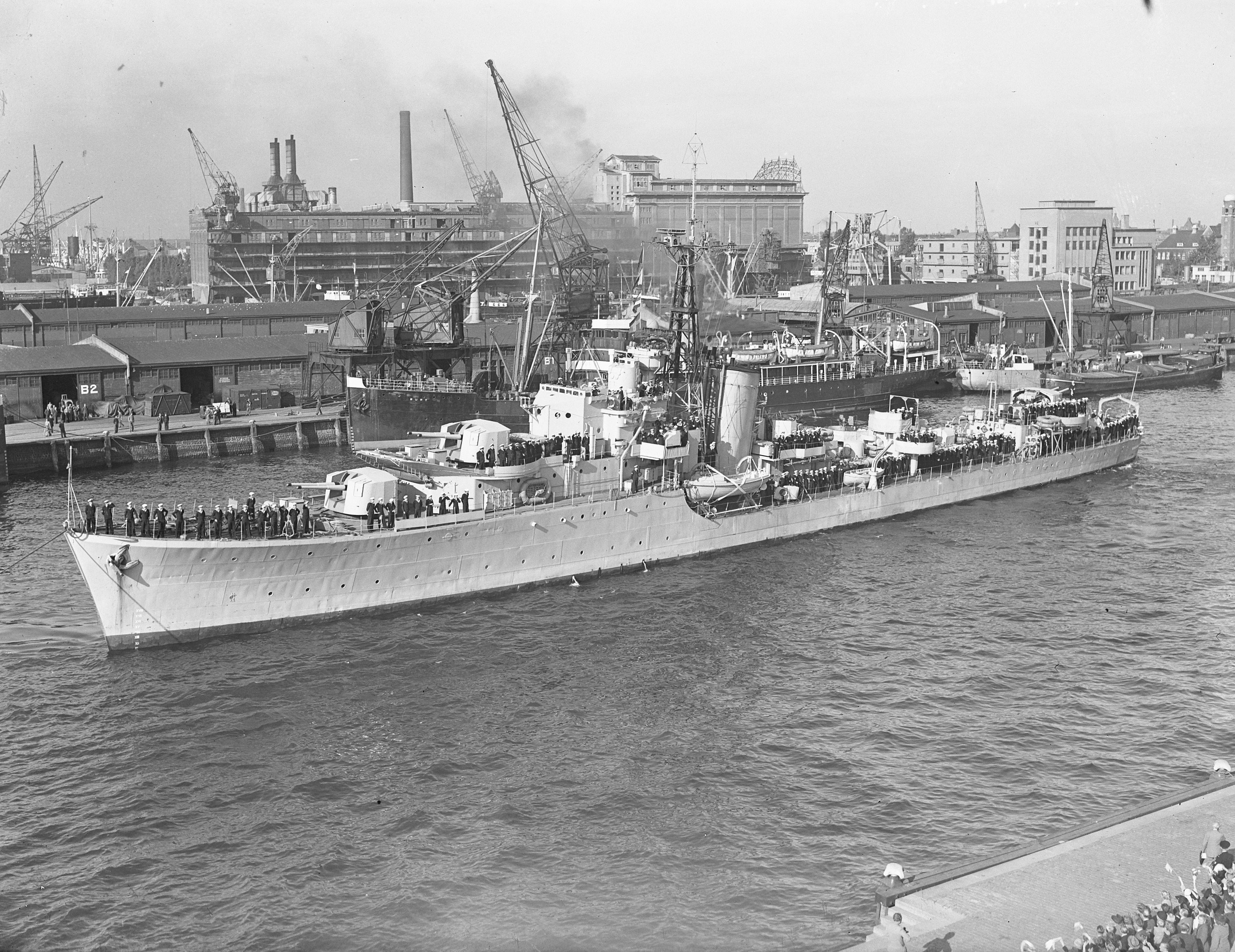
De Tjerk Hiddes in Rotterdam (1949)

## Overdracht

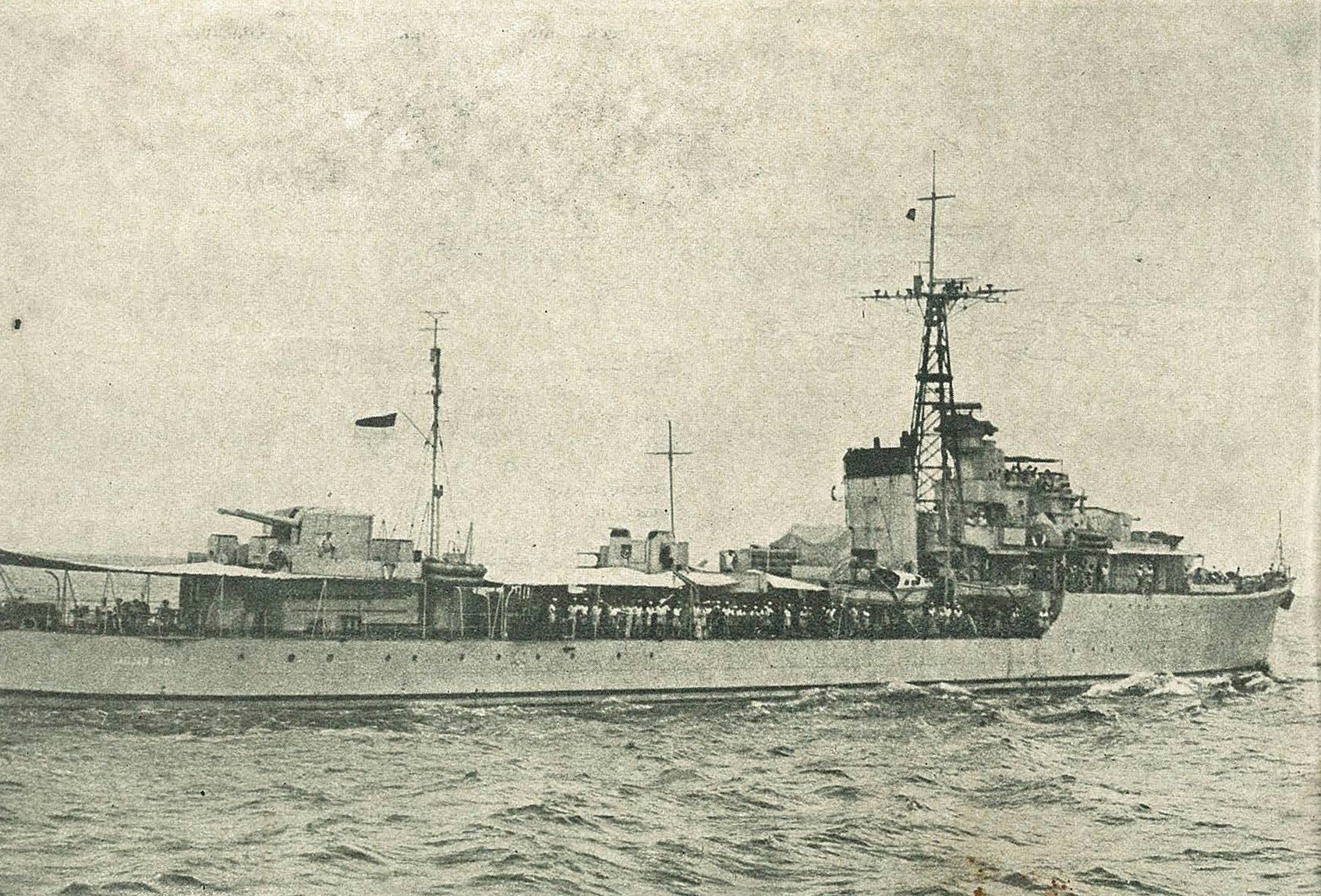
Van 1951 to 1961 voer het schip onder de naam Gadjah Mada voor de Indonesische marine.

Het schip werd verkocht aan de Republiek Indonesia. 
De overdracht vond plaats op 1 maart 1951 waarna het schip in dienst werd gesteld onder de naam Gadjah Mada, het vlaggeschip van de Indonesische marine. Ruim twee weken later liep het schip aan de grond bij het verlaten van de haven van Soerabaja en moest het bijna een jaar in reparatie. De Gadjah Mada deed dienst in operaties tegen rebellen in West-Sumatra en Noord-Sulawesi.
Het schip werd in 1961 gesloopt bij Scheepssloperij Frank Rijsdijk in Hendrik-Ido-Ambacht.